# RSPH3
RSPH3‏ (Radial spoke head 3 homolog) هوَ بروتين يُشَفر بواسطة جين RSPH3 في الإنسان.